# Julio Mueller Luján
Julio Mueller Luján (28 de febrero de 1905, Chihuahua, México - 28 de marzo de 1984, México, D. F.) fue un deportista mexicano. Fue medallista de bronce en los Juegos Olímpicos de Berlín 1936, representando a México en la competencia de polo.

## Biografía
Julio Mueller Luján nació el 28 de febrero de 1905 en la ciudad de Chihuahua. Empezó a jugar polo en 1924, a los 19 años, en la Ciudad de México. Fue miembro del Polo club de México y de la Asociación de Polo de México. Fue integrante de los equipos Rochampton y La laguna, considerados entre los mejores del país. En 1926 fue seleccionado nacional para representar al país en un torneo en Texas. Durante 1927 y 1928 jugó en Inglaterra y Francia. Fue un integrante regular de los equipos Rochampton y Chapultepec.
En los Juegos Olímpicos de Berlín 1936 fue uno de los integrantes del equipo de polo de la delegación mexicana, junto con el mayor Juan Gracia Zazueta y los capitanes Antonio Nava Castillo y Alberto Ramos Sesma. Debido a que Mueller Luján no tenía trayectoria militar se le tuvo que conceder el rango de mayor auxiliar para poder integrarse a la escuadra militar que representaría a México. Por culpa de la dificultad para el traslado de los caballos, solo cuatro naciones asistieron al evento. El primer encuentro, contra el equipo inglés, terminó en derrota para el equipo mexicano con un marcador de 13-11. El segundo partido, contra el equipo argentino, igualmente resultó en derrota de 15-5. El tercer encuentro fue contra el equipo húngaro, al cual lograron vencer con un marcador de 16-2. En el marcador final la delegación mexicana recibió la medalla de bronce, el equipo inglés la de plata y el argentino la de oro. Los Juegos Olímpicos de Berlín fueron los últimos en que se contempló el polo como deporte olímpico.
Posteriormente llegó a ser secretario de la Asociación de polo de México. Julio Mueller Luján falleció el 28 de marzo de 1984, a los 79 años, en el Distrito Federal.